# Aurora (Utah)
Aurora – miasto w Stanach Zjednoczonych, w stanie Utah, w hrabstwie Sevier.